# میرزا آقا تبریزی
میرزا آقا تبریزی نمایشنامه‌نویس آغازگر ایرانی دوره قاجار است که برای نخستین بار در سدهٔ سیزدهم قمری نمایشنامه‌هایی به زبان فارسی و ترکی آذربایجانی تصنیف کرده‌است.

## سرگذشت
در بارهٔ زندگی میرزا آقا تبریزی دانسته‌های اندکی در دست است که بیشتر آنها برگرفته از نامه‌های او به میرزا فتحعلی آخوندزاده است. بر این اساس، نام وی میرزا آقا، نام پدرش محمدمهدی و اهل تبریز بود. او ظاهراً از کودکی در تبریز به فراگیری زبانهای فرانسوی و روسی پرداخته‌است. پس از آن وارد خدمت دولت شد و در «معلم‌خانهٔ دولتی» (دارالفنون) به مدت چند سال مترجم معلمان اتریشی بود و سپس در ۱۲۷۹ قمری مأمور خدمت در سفارتخانه‌های ایران در بغداد و استانبول گردیده و در آنجا به دریافت نشان «مجیدیه» از دولت عثمانی توفیق یافت. در حدود سال ۱۲۸۰ قمری به تهران بازگشت و در سفارت فرانسه به عنوان منشی اول مشغول به کار شد. آنچنان‌که در نامه‌ای برای میرزا فتحعلی آخوندزاده می‌نویسد: 
«این بنده اسمم میرزا آقاست و از اهالی تبریز هستم. از طفولیت به آموختن زبان فرانسه و روسی شوق کردم و زبان فرانسه را به قدری که در نوشتن و ترجمه و تکلم رفع احتیاج شود تحصیل کردم و از زبان روسی نیز قدری بهره دارم. بعد از خدمات چندساله در معلم خانهٔ پادشاهی و مأموریت در بغداد و استانبول قریب هفت سال است که به اذن اولیای دولت، در سفارت دولت فخیمه فرانسه مقیم تهران منشی اول هستم.»
نمایشنامه‌های میرزا آقا در دوران حکومتهای ناصرالدین شاه و مظفرالدین شاه، امکان چاپ نیافت و تنها با آغاز نهضت مشروطیت، نمایشنامهٔ «طریقهٔ حکومت زمان‌خان» در فاصلهٔ سالهای ۱۳۲۴–۱۳۲۶ قمری بدون ذکر نام مؤلف در مطبعهٔ دولتی به چاپ رسید. اندکی بعد، نمایشنامه‌های «سرگذشت اشرف خان»، «طریقهٔ حکومت زمان خان» و «حکایت کربلا رفتن شاهقلی میرزا»، این‌بار هم بدون ذکر نام مؤلف در پاورقی روزنامه اتحاد چاپ تبریز منتشر شد. در ۱۳۰۰ خورشیدی همان ۳ نمایشنامه بر اساس نسخه‌ای متعلق به فریدریش روزن وزیر مختار آلمان در تهران، با عنوان مجموعهٔ مشتمل بر ۳ قطعه تئاتر منسوب به میرزا ملکم خان ناظم‌الدوله در برلین به چاپ رسید.
اما در سال ۱۳۳۴ خورشیدی (۱۹۵۵) بود که با انتشار اسناد، دست‌نوشته‌ها و نامه‌های فتحعلی آخوندزاده توسط میرزا ابراهیموف و کشف ۴ نمایشنامه به خط خود میرزا آقا تبریزی، روشن شد که او علاوه بر ۳ نمایشنامهٔ چاپ شده، نمایشنامهٔ چهارمی هم باعنوان «حکایت عشق بازی آقا هاشم خلخالی» داشته‌است.
این آثار بعدها با عنوان «نمایشنامه‌های میرزا آقا تبریزی» در تهران منتشر شد.

## نمایشنامه‌ها

جلد کتاب نمایشنامه‌های میرزا آقا تبریزی به کوشش حسین محمدزاده صدیق

از میرزا آقا تبریزی پنج نمایشنامه به یادگار مانده‌است:
- حکایت اشرف‌خان حاکم عربستان در ایام توقف او در تهران
- طریقهٔ حکومتِ زمان‌خانِ بروجردی و سرگذشتِ آن ایام
- حکایت کربلا رفتن شاه‌قلی میرزا و سرگذشت ایام توقف چند روزه در کرمانشاهان نزد شاه مراد حاکم آن‌جا
- حکایت عاشق‌شدن آقا هاشم خلخالی به سارانام، دختر حاجی پیرقلی و سرگذشت آن ایام
- حکایت حاجی‌احمد مشهور به حاجی مرشد کیمیاگر

این نمایشنامه‌ها که مدتی طولانی با نام میرزا ملکم‌خان شناخته می‌شدند، حدود یک قرن پس از نگارششان در سال ۱۳۵۴ با نام «نمایشنامه‌های میرزا آقا تبریزی» به کوشش حسین محمدزاده صدیق منتشر شد. صدیق چهار نمایشنامهٔ اول را به همراه بخشی از کتاب «رساله اخلاقیه» (حکایت حاجی مرشد کیمیاگر) یک‌جا چاپ کرد که نمایشنامهٔ پنجم را با توجه به کتابی که از آن برگرفته‌شده، می‌توان نوعی حکایت‌گویی به‌شمار آورد.

## نقد و نظر
خشایار مصطفوی در سال ۱۳۹۱ کتابی با عنوان زایش درام ایرانی در نقد و تحلیل آثار تبریزی در تهران منتشر کرده‌است. او معتقد است، میرزا آقا تبریزی به عنوان نخستین نمایشنامه‌نویس پارسی، در پروژهٔ واردات تئاتر به ایران از نظریهٔ تلفیق که گفتمان غالب روشنفکران در دورهٔ مذکور است سود برده و در فرایند زایش درام ایرانی از دو منبع مستقل تئاتر غربی و نمایش ایرانی استفاده کرده‌است. به نظر می‌رسد تبریزی از بخشی از نمایش‌های ایرانی بهره‌برداری کرده‌است که این نمایش‌ها حامل فکر جدید و نمایشگر انسان جدید بوده‌اند. نمایش‌های سرگرم‌کننده و عامیانه‌ای چون: بقال‌بازی، تخت‌حوضی، نقالی و خیمه‌شب‌بازی.